# Evdile Koçer

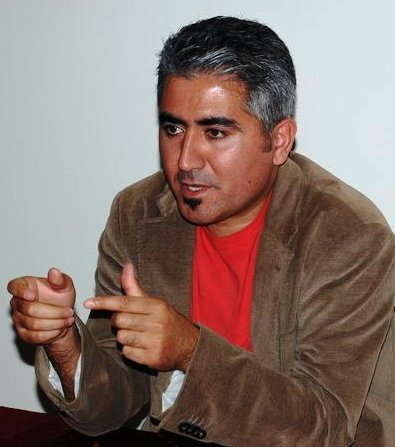
Evdile Koçer

Evdile Koçer (* 1977 in der Provinz Siirt) ist ein türkisch-kurdischer Schriftsteller.
Er studierte an der Anadolu-Universität und später an der Universität Uppsala kurdische Sprache und Literatur. Koçer hat viele Artikel in verschiedenen kurdischsprachigen Magazinen und Zeitschriften veröffentlicht. Daneben schrieb er viele Artikel für kurdische Websites.

## Werke
- Govendistan. (Tanzwelt) Peri-Verlag, Istanbul 2002, ISBN 975-8245-62-7.
- Mirin. (Tod) Aram-Verlag, Istanbul 2006, ISBN 9944-5817-1-2.
- Koçername. (Koçer-Briefe) Do-Verlag, Istanbul 2009, ISBN 978-9944-108-61-4.
- Pêlava Birîndar. (Verletzte Schuhe) Han-Verlag, Berlin 2010, ISBN 978-3-940997-01-2.
- Koçerbêj. Ar-Verlag, Istanbul 2013, ISBN 978-605-63699-8-8.